# Raúl Ramírez
Raúl Carlos Ramírez (Ensenada, 20 giugno 1953) è un ex tennista messicano.
Vincitore di 60 titoli in doppio e 19 in singolare, tra cui tre titoli del Grande Slam, è stato il primo tennista a raggiungere la testa della classifica Grand Prix sia nel singolare che in doppio. In doppio rimane in testa alla classifica per sessantuno settimane consecutive dal 12 aprile 1976.

## Biografia
Frequenta l'University of Southern California e viene selezionato come All-American, nel 1973 arriva alla finale del torneo NCAA.

Nel 1981 si sposa con la modella venezuelana, già Miss Universo 1979, Maritza Sayalero. La coppia ha avuto tre figli.

## Carriera
In singolare nei tornei dello Slam raggiunge al massimo le semifinali, due volte al Roland Garros e una a Wimbledon, stesso risultato raggiunto al Masters nel 1974.

In doppio invece raggiunge sette finali nei tornei dello Slam vincendo i Roland Garros 1975 / 1977 e Wimbledon 1976. Una finale la raggiunge anche nel doppio misto, a Wimbledon 1973 in coppia con Janet Newberry, ma viene sconfitto da Billie Jean King e Owen Davidson.

In Coppa Davis ha rappresentato in 49 match la sua nazione con un record di 36 vittorie e 13 sconfitte.

## Statistiche

### Singolare

#### Vittorie (19)
| Numero | Anno | Torneo                                    | Superficie    | Avversario in finale | Punteggio               |
| 1.     | 1973 | Generali Open, Kitzbühel                  | Terra rossa   | Manuel Orantes       | ABN                     |
| 2.     | 1973 | Aryamehr Cup, Tehran                      | Terra rossa   | John Newcombe        | 6–7, 6–1, 7–5, 6–3      |
| 3.     | 1974 | Columbus Open, Columbus                   | Cemento       | Roscoe Tanner        | 3–6, 7–6, 6–4           |
| 4.     | 1975 | St. Petersburg WCT, St. Petersburg        | Cemento       | Roscoe Tanner        | 6–0, 1–6, 6–2           |
| 5.     | 1975 | Carolinas International Tennis, Charlotte | Terra har-tru | Roscoe Tanner        | 3–6, 6–4, 6–3           |
| 6.     | 1975 | Internazionali d'Italia, Roma             | Terra rossa   | Manuel Orantes       | 7–6, 7–5, 7–5           |
| 7.     | 1975 | Japan Open Tennis Championships, Tokyo    | Terra rossa   | Manuel Orantes       | 6–4, 7–5, 6–3           |
| 8.     | 1976 | Mexico City WCT, Città del Messico        | Terra rossa   | Eddie Dibbs          | 7–6, 6–2                |
| 9.     | 1976 | Caracas Open, Caracas                     | Terra rossa   | Ilie Năstase         | 6–3, 6–4                |
| 10.    | 1976 | Allianz Suisse Open Gstaad, Gstaad        | Terra rossa   | Adriano Panatta      | 7–5, 6–7, 6–1, 6–3      |
| 11.    | 1976 | Dewar Cup, Londra                         | Sintetico     | Manuel Orantes       | 6–3, 6–4                |
| 12.    | 1977 | Queen's Club Championships, Londra        | Erba          | Mark Cox             | 9–7, 7–5                |
| 13.    | 1977 | Countrywide Classic, Los Angeles          | Cemento       | Brian Gottfried      | 7–5, 3–6, 6–4           |
| 14.    | 1978 | Mexico City WCT, Mexico City (2)          | Cemento       | Pat Du Pré           | 6–4, 6–1                |
| 15.    | 1978 | Monte Carlo Masters, Monte Carlo          | Terra rossa   | Tomáš Šmíd           | 6–3, 6–3, 6–4           |
| 16.    | 1979 | ATP Firenze, Firenze                      | Terra rossa   | Karl Meiler          | 6–4, 1–6, 3–6, 7–5, 6–0 |
| 17.    | 1980 | San Juan Open, San Juan                   | Cemento       | Phil Dent            | 6–3, 6–2                |
| 18.    | 1982 | Caracas Open, Caracas (2)                 | Cemento       | Zoltán Kuhárszky     | 4–6, 7–6, 6–3           |
| 19.    | 1983 | Caracas Open, Caracas (3)                 | Cemento       | Morris Skip Strode   | 6–4, 6–2                |

### Doppio

#### Vittorie (60)
| Numero | Anno | Torneo                                            | Superficie    | Compagno        | Avversari in finale              | Punteggio               |
| 1.     | 1973 | Salt Lake City Open, Salt Lake City               | Cemento (i)   | Mike Estep      | Jiří Hřebec Jan Kukal            | 6–4, 7–6                |
| 2.     | 1973 | Generali Open, Kitzbühel                          | Terra rossa   | Jim McManus     | José Mandarino Tito Vasquez      | 6–2, 6–2, 6–3           |
| 3.     | 1973 | Indian Open, New Delhi                            | Terra rossa   | Jim McManus     | Anand Amritraj Vijay Amritraj    | 6–2, 6–4                |
| 4.     | 1974 | Toronto Indoor, Toronto                           | Sintetico     | Tony Roche      | Tom Okker Marty Riessen          | 6–3, 2–6, 6–4           |
| 5.     | 1974 | Carolinas International Tennis, Charlotte         | Terra Har-tru | Buster Mottram  | Owen Davidson John Newcombe      | 6–3, 1–6, 6–3           |
| 6.     | 1974 | Internazionali d'Italia, Roma                     | Terra rossa   | Brian Gottfried | Juan Gisbert Ilie Năstase        | 6–3, 6–2, 6–3           |
| 7.     | 1974 | South Orange Open, South Orange                   | Cemento       | Brian Gottfried | Anand Amritraj Vijay Amritraj    | 7–6, 6–7, 7–6           |
| 8.     | 1975 | U.S. Pro Indoor, Filadelfia                       | Sintetico     | Brian Gottfried | Dick Stockton Erik Van Dillen    | 3–6, 6–3, 7–6           |
| 9.     | 1975 | St. Petersburg WCT, St. Petersburg                | Cemento       | Brian Gottfried | Charlie Pasarell Roscoe Tanner   | 6–4, 6–4                |
| 10.    | 1975 | La Costa WCT, Carlsbad                            | Cemento       | Brian Gottfried | Charlie Pasarell Roscoe Tanner   | 7–5, 6–4                |
| 11.    | 1975 | Verizon Tennis Challenge, Orlando                 | Cemento       | Brian Gottfried | Colin Dibley Ray Ruffels         | 6–4, 6–4                |
| 12.    | 1975 | BNP Paribas Open, Tucson                          | Cemento       | William Brown   | Raymond Moore Dennis Ralston     | 2–6, 7–6, 6–4           |
| 13.    | 1975 | Masters Doubles WCT, Città del Messico            | Sintetico     | Brian Gottfried | Mark Cox Cliff Drysdale          | 7–6, 6–7, 6–2, 7–6      |
| 14.    | 1975 | WCT Finals, Dallas                                | Sintetico     | Brian Gottfried | Bob Hewitt Frew McMillan         | 7–5, 6–3, 4–6, 2–6, 7–5 |
| 15.    | 1975 | Internazionali d'Italia, Roma (2)                 | Terra rossa   | Brian Gottfried | Jimmy Connors Ilie Năstase       | 6–4, 7–6, 2–6, 6–1      |
| 16.    | 1975 | Open di Francia, Parigi                           | Terra rossa   | Brian Gottfried | John Alexander Phil Dent         | 6–4, 2–6, 6–2, 6–4      |
| 17.    | 1975 | U.S. Pro Tennis Championships, Boston             | Terra Har-tru | Brian Gottfried | John Andrews Mike Estep          | 4–6, 6–3, 7–6           |
| 18.    | 1975 | Sydney Indoor, Sydney                             | Cemento (i)   | Brian Gottfried | Ross Case Geoff Masters          | 6–4, 6–2                |
| 19.    | 1975 | Western Australian Open, Perth                    | Cemento       | Brian Gottfried | Ross Case Geoff Masters          | 2–6, 6–4, 6–4, 6–0      |
| 20.    | 1975 | AIG Japan Open Tennis Championships, Tokyo        | Terra rossa   | Brian Gottfried | Juan Gisbert Manuel Orantes      | 7–6, 6–4                |
| 21.    | 1976 | Monterrey Grand Prix, Monterrey                   | Sintetico     | Brian Gottfried | Ross Case Geoff Masters          | 6–2, 4–6, 6–3           |
| 22.    | 1976 | Richmond WCT, Richmond                            | Sintetico     | Brian Gottfried | Arthur Ashe Tom Okker            | 6–4, 7–5                |
| 23.    | 1976 | St. Louis WCT, Saint Louis                        | Sintetico     | Brian Gottfried | John Alexander Phil Dent         | 6–4, 6–2                |
| 24.    | 1976 | Mexico City WCT, Città del Messico                | Terra rossa   | Brian Gottfried | Ismail El Shafei Brian Fairlie   | 6–4, 7–6                |
| 25.    | 1976 | Tennis South Invitational, Jackson                | Sintetico     | Brian Gottfried | Ross Case Geoff Masters          | 7–5, 4–6, 6–0           |
| 26.    | 1976 | Caracas Open, Caracas                             | Terra rossa   | Brian Gottfried | Jeff Borowiak Ilie Năstase       | 7–5, 6–4                |
| 27.    | 1976 | Internazionali d'Italia, Roma (3)                 | Terra rossa   | Brian Gottfried | Geoff Masters John Newcombe      | 7–6, 5–7, 6–3, 3–6, 6–3 |
| 28.    | 1976 | Torneo di Wimbledon, Londra                       | Erba          | Brian Gottfried | Ross Case Geoff Masters          | 3–6, 6–3, 8–6, 2–6, 7–5 |
| 29.    | 1976 | Legg Mason Tennis Classic, Washington             | Terra Har-tru | Brian Gottfried | Arthur Ashe Jimmy Connors        | 6–3, 6–3                |
| 30.    | 1976 | ATP Volvo International, North Conway             | Terra Har-tru | Brian Gottfried | Ricardo Cano Víctor Pecci        | 6–3, 6–0                |
| 31.    | 1976 | U.S. Men's Clay Court Championships, Indianapolis | Terra Har-tru | Brian Gottfried | Fred McNair Sherwood Stewart     | 6–2, 6–2                |
| 32.    | 1976 | Canada Masters, Montréal                          | Cemento       | Bob Hewitt      | Juan Gisbert Manuel Orantes      | 6–2, 6–1                |
| 33.    | 1976 | ATP World of Doubles, Woodlands                   | Cemento       | Brian Gottfried | Phil Dent Allan Stone            | 6–1, 6–4, 5–7, 7–6      |
| 34.    | 1976 | Aryamehr Cup, Tehran                              | Terra rossa   | Wojciech Fibak  | Juan Gisbert Manuel Orantes      | 7–5, 6–1                |
| 35.    | 1976 | Madrid Tennis Grand Prix, Madrid                  | Terra rossa   | Wojtek Fibak    | Bob Hewitt Frew McMillan         | 4–6, 7–5, 6–3           |
| 36.    | 1976 | Open Seat, Barcellona                             | Terra rossa   | Brian Gottfried | Bob Hewitt Frew McMillan         | 7–6, 6–4                |
| 37.    | 1977 | Miami Open, Miami                                 | Terra Har-tru | Brian Gottfried | Paul Kronk Cliff Letcher         | 7–5, 6–4                |
| 38.    | 1977 | Internazionali d'Italia, Roma (4)                 | Terra rossa   | Brian Gottfried | Fred McNair Sherwood Stewart     | 6–7, 7–6, 7–5           |
| 39.    | 1977 | Open di Francia, Parigi (2)                       | Terra rossa   | Brian Gottfried | Wojciech Fibak Jan Kodeš         | 7–6, 4–6, 6–3, 6–4      |
| 40.    | 1977 | ATP Volvo International, North Conway (2)         | Terra rossa   | Brian Gottfried | Fred McNair Sherwood Stewart     | 7–5, 6–3                |
| 41.    | 1977 | Canada Masters, Montreal (2)                      | Cemento       | Bob Hewitt      | Fred McNair Sherwood Stewart     | 6–4, 3–6, 6–2           |
| 42.    | 1977 | Paris Masters, Parigi                             | Cemento (i)   | Brian Gottfried | Jeff Borowiak Roger Taylor       | 6–2, 6–0                |
| 43.    | 1978 | U.S. Indoor National Championships, Memphis       | Sintetico     | Brian Gottfried | Phil Dent John Newcombe          | 3–6, 7–6, 6–2           |
| 44.    | 1978 | ATP Rotterdam, Rotterdam                          | Sintetico     | Fred McNair     | Robert Lutz Stan Smith           | 6–2, 6–3                |
| 45.    | 1978 | Cincinnati Masters, Cincinnati                    | Terra Har-tru | Gene Mayer      | Ismail El Shafei Brian Fairlie   | 6–3, 6–3                |
| 46.    | 1979 | Monte Carlo Masters, Monte Carlo                  | Terra rossa   | Ilie Năstase    | Víctor Pecci Balázs Taróczy      | 6–3, 6–4                |
| 47.    | 1980 | Masters Doubles WCT, Londra (2)                   | Sintetico     | Brian Gottfried | Wojciech Fibak Tom Okker         | 3–6, 6–4, 6–4, 3–6, 6–3 |
| 48.    | 1980 | ATP Firenze, Firenze                              | Terra rossa   | Gene Mayer      | Paolo Bertolucci Adriano Panatta | 6–1, 6–4                |
| 49.    | 1980 | ATP World of Doubles, Woodlands (2)               | Cemento       | Brian Gottfried | Robert Lutz Stan Smith           | 7–6, 6–4, 2–6, 7–6      |
| 50.    | 1981 | Milan Indoor, Milano                              | Sintetico     | Brian Gottfried | John McEnroe Peter Rennert       | 7–6, 6–3                |
| 51.    | 1981 | ATP Firenze, Firenze (2)                          | Terra rossa   | Pavel Složil    | Paolo Bertolucci Adriano Panatta | 6–3, 3–6, 6–3           |
| 52.    | 1981 | U.S. Pro Tennis Championships, Boston (2)         | Terra Har-tru | Pavel Složil    | Hans Gildemeister Andrés Gómez   | 6–4, 7–6                |
| 53.    | 1981 | Legg Mason Tennis Classic, Washington, D.C. (2)   | Terra rossa   | Van Winitsky    | Pavel Složil Ferdi Taygan        | 5–7, 7–6, 7–6           |
| 54.    | 1981 | Canada Masters, Montreal (3)                      | Cemento       | Ferdi Taygan    | Peter Fleming John McEnroe       | 2–6, 7–6, 6–4           |
| 55.    | 1982 | Viña del Mar Open, Viña del Mar                   | Terra rossa   | Manuel Orantes  | Guillermo Aubone Angel Gimenez   | DEF                     |
| 56.    | 1982 | Indian Wells Masters, La Quinta                   | Cemento       | Brian Gottfried | John Lloyd Dick Stockton         | 6–4, 3–6, 6–2           |
| 57.    | 1982 | Legg Mason Tennis Classic, Washington, D.C. (3)   | Terra Har-tru | Van Winitsky    | Hans Gildemeister Andrés Gómez   | 7–5, 7–6                |
| 58.    | 1982 | South Orange Open, South Orange (2)               | Terra Har-tru | Van Winitsky    | Jai Dilouie Blaine Willenborg    | 3–6, 6–4, 6–1           |
| 59.    | 1982 | ATP World of Doubles, Woodlands (3)               | Terra Har-tru | Brian Gottfried | Mark Edmondson Kim Warwick       | W/O                     |
| 60.    | 1983 | Indian Wells Masters, La Quinta (2)               | Cemento       | Brian Gottfried | Tian Viljoen Danie Visser        | 6–3, 6–3                |

## Risultati in progressione

### Singolare
| Torneo                    | 1971 | 1972 | 1973 | 1974 | 1975 | 1976 | 1977 | 1978 | 1979 | 1980 | 1981 | 1982 | 1983 | Carriera SR |
| ------------------------- | ---- | ---- | ---- | ---- | ---- | ---- | ---- | ---- | ---- | ---- | ---- | ---- | ---- | ----------- |
| Australian Open           | A    | A    | A    | A    | A    | A    | A    | A    | A    | A    | A    | A    | A    | 0 / 0       |
| Open di Francia           | A    | A    | 2T   | QF   | QF   | SF   | SF   | QF   | 1T   | 4T   | 1T   | A    | A    | 0 / 9       |
| Wimbledon                 | A    | A    | 1T   | 2T   | QF   | SF   | 2T   | QF   | 2T   | 1T   | 2T   | A    | 1T   | 0 / 10      |
| US Open                   | 1T   | 3T   | 3T   | 4T   | 4T   | 2T   | 1T   | QF   | 1T   | 1T   | 2T   | 2T   | A    | 0 / 12      |
| Record vittorie-sconfitte | 0–1  | 2–1  | 3–3  | 8–3  | 11–3 | 11–3 | 6–3  | 12–3 | 1–3  | 3–3  | 2–3  | 1–1  | 0–1  | N/A         |

### Doppio
| Torneo                    | 1971 | 1972 | 1973 | 1974 | 1975 | 1976 | 1977 | 1978 | 1979 | 1980 | 1981 | 1982 | 1983 | 1984 | 1985 | 1986 | Carriera SR |
| ------------------------- | ---- | ---- | ---- | ---- | ---- | ---- | ---- | ---- | ---- | ---- | ---- | ---- | ---- | ---- | ---- | ---- | ----------- |
| Australian Open           | A    | A    | A    | A    | A    | A    | A    | A    | A    | A    | A    | A    | A    | A    | A    | NH   | 0 / 0       |
| Open di Francia           | A    | A    | 1T   | 2T   | V    | F    | V    | SF   | QF   | F    | 1T   | A    | A    | A    | A    | 1T   | 2 / 10      |
| Wimbledon                 | A    | QF   | 3T   | QF   | 2T   | V    | 1T   | QF   | F    | QF   | 3T   | A    | A    | A    | A    | A    | 1 / 10      |
| US Open                   | 1T   | 2T   | SF   | QF   | 3T   | 2T   | F    | 1T   | 2T   | A    | 2T   | SF   | A    | A    | A    | A    | 0 / 11      |
| Record vittorie-sconfitte | 0–1  | 4–2  | 6–3  | 6–3  | 6–2  | 12–2 | 11–2 | 7–3  | 9–3  | 8–2  | 2–3  | 4–1  | 0–0  | 0–0  | 0–0  | 0–1  | N/A         |